# 刘先 (东汉)
劉先（？年—？年），字始宗，零陵郡人，原劉表帳下別駕。

## 生平
建安五年（公元200年），袁紹南征曹操，雙方先後決戰於白馬和官渡。此時，袁紹遣人求助於劉表，劉表表示同意，卻不肯派援軍助戰，劉表亦不肯協助曹操，只偏安漢南，欲觀天下之變。
從事中郎的韓嵩與別駕劉先就向劉表勸說：「如今豪傑並爭，兩個雄主相持於官渡，決定天下局勢的重任就在於將軍。若將軍是希望有所作為，就應該乘此機會起事；若不想這麼做，就應選擇可以跟從的人。將軍擁兵十萬，卻坐觀成敗，袁紹求援，您不派兵；您也不協助曹操。無論誰勝誰負，都會怨恨而對付將軍你的，屆時我們就無法保持中立了。我等認為曹操賢明，有多位賢臣俊士歸附，必能一舉殲滅袁紹，然後就會把兵鋒指向我們，恐怕將軍到時也無法抵擋。如今之計，不如舉荊州之眾歸附曹操，曹操必定會看重將軍的恩德，就能長享福祚，垂之子孫，這才是真正的萬全之策啊！」，蒯越等人亦勸劉表，劉表狐疑不決，便派韓嵩晉見曹操，以探其虛實。劉先亦出使許都，曹操責難劉表，劉先之言讓曹操無言以對，曹操任其為武陵太守。
建安十三年（公元208年），劉表病亡，其次子劉琮向曹操請降。劉先被任命為尚書，曹魏建國後為尚書令。后事不详。建安二十二年（217年）尚书令为徐奕，未详刘先因何卸任，是否因去世而被取代。
劉先曾派外甥周不疑到劉巴那處學習，但為劉巴所拒。